# زبان‌پریشی دریافتی
زبان‌پریشی دریافتی (انگلیسی: Receptive aphasia) که با نام زبان‌پریشی ورنیکه (انگلیسی: Wernicke's aphasia) هم شناخته می‌شود، نوعی زبان‌پریشی است که فرد در آن توانایی فهمیدن زبان را به شکل گفتاری و نوشتاری ندارد. گرچه این افراد می‌توانند با استفاده از دستور زبان، نحو، سرعت گفتار و آهنگ صحبت کنند، اغلب با بیان حرفشان توسط گفتاری معنادار مشکل دارند. زبان‌پریشی ورنیکه به اسم کارل ورنیکه نام‌گذاری شده‌است که به عنوان کاشف قسمتی از مغز که با درک زبان مرتبط است، شناخته می‌شود. افراد مبتلا به زبان‌پریشی ورنیکه اغلب از خطاهای گفتاریشان آگاه نیستند و نمی‌فهمند که گفتارشان ممکن است معنی نداشته باشد. آن‌ها معمولاً حتی از ژرف‌ترین کاستی‌های زبانیشان نامطلع می‌مانند.